# Bancor

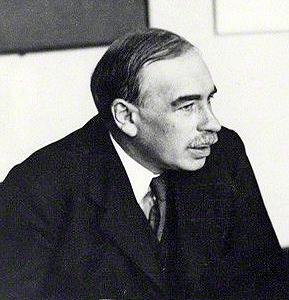
John Maynard Keynes

El bancor era una moneda supranacional concebuda pels economistes John Maynard Keynes i E. F. Schumacher els anys 1940–1942, i que el Regne Unit va proposar d'introduir després de la Segona Guerra Mundial a la conferència de Bretton Woods. El nom deriva del francès banque or ("banc or"). Aquesta moneda estava pensada per a ser usada en operacions financeres de compensació multilateral en el marc d'una hipotètica Unió de Compensació Internacional ("International Clearing Union" o ICU), que també fou proposada en la mateixa conferència.

## Introducció
La idea del bancor nasqué com a solució al problema de la inefectivitat de la política monetària per a corregir situacions de depressió econòmica, tal com John Maynard Keynes percebia aquests problemes. Keynes creia que en una situació d'atur elevat, una solució basada en usar la política monetària per abaixar els tipus d'interès no era possible, ja que la capacitat del capital per moure's a través de les fronteres cercant tipus d'interès més elevats a altres llocs impediria que cap rebaixa repercutís positivament en la taxa d'atur. Per tal de solucionar aquest problema, proposà un major control dels moviments financers internacional per part dels governs. D'aquesta manera, les polítiques econòmiques keynesianes sí podrien contrarestar la taxa d'atur.
En aquest sentit, el bancor no seria una moneda a l'ús sinó més aviat una unitat comptable que s'empraria per controlar el flux internacional d'actius i passius financers. Tot el comerç internacional quedaria reflectit en bancors mitjançant la International Clearing Union, tot i que els individus en si mateixos no posseïssin bancors (ni hi poguessin comerciar) sinó les monedes nacionals corresponents.
Per tal de controlar el comerç internacional, el sistema comptable proposat per als bancors funcionaria de la següent manera. Les exportacions de cada país afegirien bancors al seu compte nacional a la ICU, mentre que les importacions n'hi restarien. L'ICU podria imposar límits als superàvits o dèficits excessius en bancor per tal de corregir els efectes perniciosos d'una balança comercial excessivament esbiaixada en l'economia. Per tal d'aconseguir-ho, els països amb dèficit de bancors es comprometrien a fer tan sols polítiques monetàries que depreciessin la seva moneda nacional (la qual cosa rebaixa el preu dels productes nacionals i afavoreix les exportacions), mentre que els països amb superàvit de bancors tan sols podrien apreciar la seva moneda (desafavorint-les). El resultat final seria un re-equilibrament de la balança comercial.

## Conferència de Bretton Woods
Keynes inclogué la idea del bancor a la llista de posicions oficials de la delegació britànica a la Conferència de Bretton Woods, però no fou acceptada. En lloc d'una moneda supranacional, la conferència acordà establir un sistema de tipus de canvi fixes entre monedes nacionals, que en última instància romanien lligades a l'or. Aquest sistema seria controlat pel Banc Mundial i el Fons Monetari Internacional, dues institucions de nova creació. Donat que el dòlar nord-americà era l'única moneda intercanviable per or, aquest sistema l'entrontizà com a moneda de reserva d'ús internacional.